# Haarlem
Haarlem je město na západě Holandska na řece Spaarne, cca 18 km západně od Amsterdamu. Žije zde přibližně 163 tisíc obyvatel. Svůj městský charakter získalo v roce 1245 a rychle se díky své příznivé poloze stalo vzkvétajícím městem.
Historické centrum Haarlemu je starší a méně dotčené změnami než centrum Amsterdamu.
V Haarlemu se nachází řada památek, např. kostel svatého Bavona, radnice ze 17.–18. století, tržnice (Vleeshal), budova městské váhy (1598), jatka (1602–1603), řada měšťanských domů z 16.–18. století, především památková čtvrť kolem Velkého trhu. Významné je muzeum malíře Franse Halse, který v městě pracoval i zemřel, situované v budově sloužící původně jako starobinec (Frans Halsmuseum); další zajímavou památkou je původní budova vlakového nádraží.
Patronem města je Svatý Bavo (podle legendy v roce 1274 světec sestoupivší s nebe zachránil město před útočníky), proto se zde nacházejí dva kostely s jeho patrociniem (St. Bavokerk – protestantská katedrála z 14.–16. století v centru města, zvaná pro své rozměry též Grote Kerk–Velký kostel) a katolická bazilika (Kathedraal St. Bavo ze 17. století); to je příčinou časté dezorientace turistů.
Město je centrem obchodu s významným a typickým obchodním artiklem – cibulkami tulipánů.
Od roku 1853 je zde sídlo katolické diecéze.
Ve městě sídlil v letech 1889 až 2010 fotbalový klub HFC Haarlem.

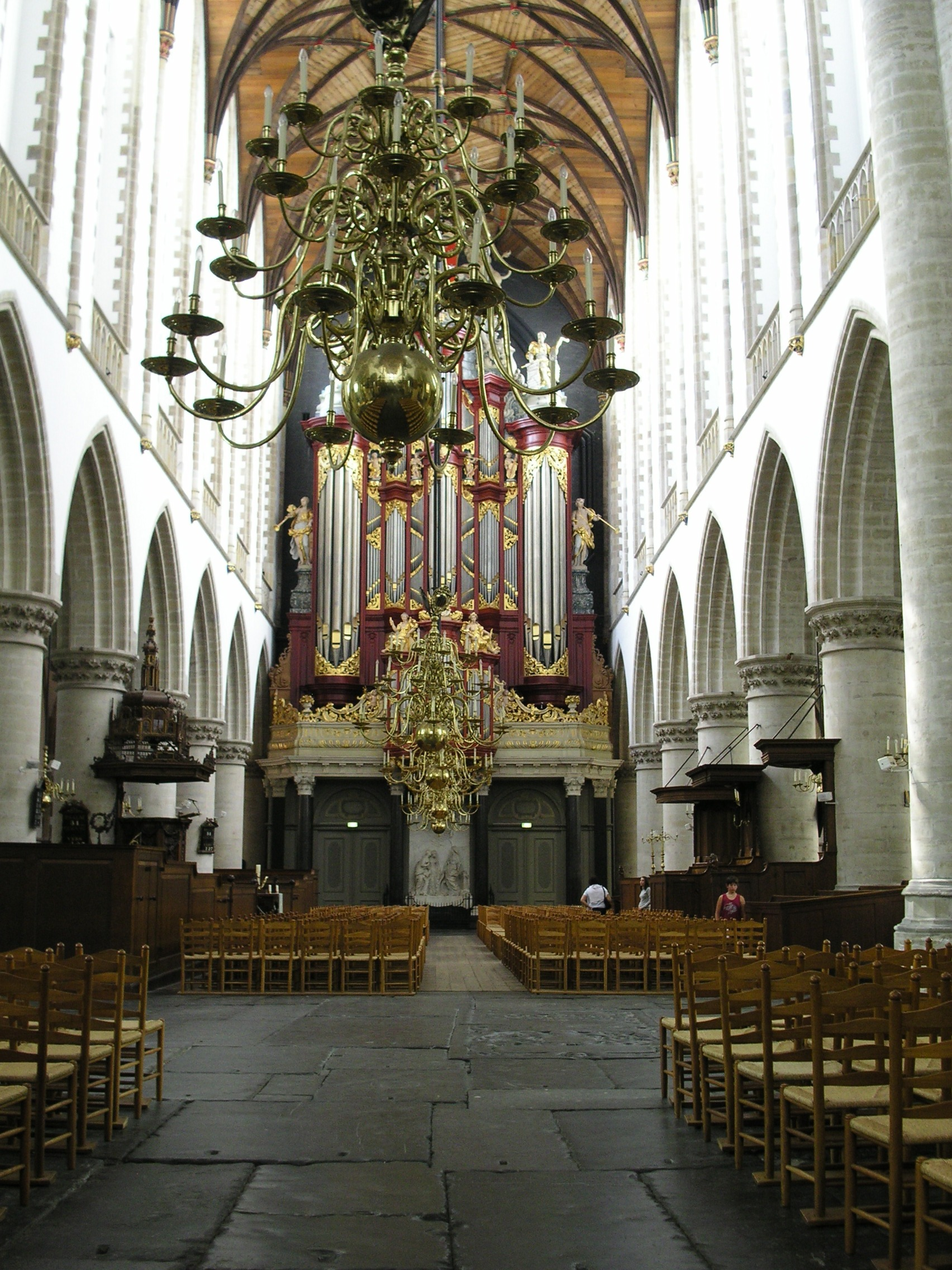
Interiér kostela sv. Bavona v Haarlemu.

## Osobnosti
- Dieric Bouts (asi 1410–1475), malíř[2]
- Frans Hals (asi 1580–1666), barokní malíř, portrétista[3]
- Judith Leysterová (1609–1660), barokní malířka[4]
- Adriaen van Ostade (1610–1685), barokní malíř a rytec[5]
- Jacob van Ruisdael (asi 1628–1682), barokní malíř – krajinář[6]
- Hugo de Vries (1848–1935), botanik, evoluční biolog a genetik[7]
- Hendrik Antoon Lorentz (1853–1928), fyzik, nositel Nobelovy ceny za fyziku z roku 1902[8]
- Hannie Schaftová (1920–1945), komunistická odbojářka[9]
- Harry Mulisch (1927–2010), spisovatel[10]
- Geert Hofstede (1928–2020), sociolog a psycholog[11]
- Yvonne van Gennipová (* 1964), rychlobruslařka, trojnásobná olympijská vítězka[12]
- Dennis van der Geest (* 1975), judista[13]
- Maarten Stekelenburg (* 1982), fotbalový brankář[14]
- Jordy Clasie (* 1991), fotbalový záložník[15]
- William Troost-Ekong (* 1993), fotbalový obránce[16]

## Partnerská města
- Osnabrück, Německo (1961)
- Angers, Francie (1964)
- Mutare, Zimbabwe (1992)
- Harlem, New York, Spojené státy americké (2017)